# Felipe Augusto de Saint-Marcq
Felipe Augusto de Saint-Marcq (o Saint-March) (Taintignies, Bélgica, 1762-Madrid, 1831) fue un militar de origen belga al servicio de España durante la Guerra de la Independencia española.

## Carrera
Entró en el servicio de España a los 14 años, en el regimiento de guardias valonas, del que era capitán de compañía cuando estalló la Guerra de Independencia. Cuando los franceses se apoderaron de Madrid, Saint-Marcq consiguió huir. Se trasladó a Valencia, donde obligó al general francés Moncey a levantar el asedio de la ciudad. Como premio por esta acción fue ascendido a mariscal de campo.
Con motivo del primer sitio de Zaragoza, consiguió reunir unos seis mil hombres, con los que contribuyó a que los franceses de Charles Lefebvre-Desnouettes levantaran el campo. Se quedó a las órdenes de Palafox y participó activamente en la defensa de la ciudad durante el segundo sitio, siendo premiado con los galones de teniente general. Cuando la plaza capituló, fue hecho prisionero y conducido a Nancy, en donde permaneció hasta 1814. Cuando Fernando VII regresó, él ya liberado, pudo retornar a España. Fue, sucesivamente, capitán general de Galicia, de Valencia y de Aragón, hasta 1830. Murió víctima de una epidemia de cólera en Madrid.
- Datos: Q3323927